# Ievhèn Martxuk
Ievhèn Martxuk (ucraïnès: Євген Кирилович Марчук)  (Dolynivka, 28 de gener de 1941 - Kíiv, 5 d'agost de 2021) fou un polític ucraïnès. El 1963 estudià magisteri i fou reclutat pel KGB. Fou destinat a Kíev, però sempre afirmà que no havia torturat dissidents. El 1990, però, es declarà lleial al nou govern de la Ucraïna independent i hi fou nomenat ministre de la Seguretat Nacional.
Fou nomenat primer ministre d'Ucraïna l'1 de març de 1995, i confirmat el 8 de juny del mateix any. Dimití el 27 de maig de 1996, després de ser escollit per a la Verkhovna Rada. Va quedar en tercer lloc a les eleccions presidencials ucraïneses del 1999, i fou nomenat secretari del Consell de Seguretat Nacional i Defensa pel president Leonid Kutxma. Més endavant fou ministre de Defensa d'Ucraïna, de juny del 2003 a setembre del 2004.
El 2001 fou acusat per un fiscal italià de violar l'embargament d'armes de l'ONU a diversos països del món, però les acusacions no foren confirmades. El 2006 es presentà a les eleccions ucraïneses amb el Partit de la Llibertat. La seva esposa edita el diari Den.